# Acorduloceridea dacua
Acorduloceridea dacua – gatunek błonkówki z rodziny Pergidae.

## Taksonomia
Gatunek ten został opisany w 1990 roku przez Davida Smitha. Holotyp (samica) został odłowiony w okolicach miasta Sinop w stanie Mato Grosso w Brazylii.

## Zasięg występowania
Ameryka Południowa, znany jedynie z brazylijskiego stanu Mato Grosso.